# Siriella brevirostris
Siriella brevirostris är en kräftdjursart som beskrevs av Nouvel 1944. Siriella brevirostris ingår i släktet Siriella och familjen Mysidae. Inga underarter finns listade i Catalogue of Life.